# Pterodroma caribbaea
El petrel jamaicano (Pterodroma caribbaea)  es una  especie de ave procelariforme de la familia Procellariidae. Se relaciona con el petrel antillano (Pterodroma hasitata) y a menudo es considerado una subespecie de este.  Los pocos especímenes conocidos en museos proceden de la región de las montañas Azules de Jamaica.
Esta especie fue vista por última vez en 1879, y se buscó sin éxito entre 1996 y 2000. Sin embargo, aún no pueden ser clasificadas como extintas porque los petreles nocturnos son muy difíciles de grabar, y posiblemente puede reproducirse en Dominica o Guadalupe.